# Петухов, Станислав Афанасьевич
Станисла́в Афана́сьевич Петухо́в (19 августа 1937, Москва, РСФСР, СССР) — советский хоккеист, олимпийский чемпион. Заслуженный мастер спорта, награждён почётным знаком «За заслуги в развитии физической культуры и спорта».

## Карьера
С 1956 по 1968 год выступал за московское «Динамо». В чемпионате СССР провёл 392 матча, забросил 171 шайбу.
На Олимпийских играх в Скво-Вэлли в составе сборной СССР стал бронзовым призёром. Через четыре года на Играх в Инсбруке СССР выиграл золотые медали, став одновременно ещё и чемпионом мира и Европы.
Всего на чемпионатах мира и Европы Станислав сыграл 18 матчей и забросил 12 шайб.
Входил в список 34 лучших хоккеистов СССР в 1964 году.
В 1965 году окончил Московский областной педагогический институт. Член КПСС с 1965 года.
По окончании игровой карьеры Петухов работал тренером (1968—1991), а затем и директором (1992—1994) в родном «Динамо».

## Награды
- Орден Александра Невского (Россия) (6 июня 2023) — за высокие спортивные достижения, большой вклад в популяризацию отечественного спорта и активное участие в развитии физической культуры страны[2]
- Ордено Почёта (21.11.2011)
- Медаль ордена «За заслуги перед Отечеством» II степени (20.12.1996)
- Почётная грамота Президиума Верховного Совета РСФСР (1965)
- Почётный знак «За заслуги в развитии физической культуры и спорта» (1997)

## Личная жизнь
Супруга Нелли скончалась от рака в конце 1990-х. С 2000-х проживает с Еленой Бобровой, вдовой Всеволода Боброва.